# شهرستان تروستیانتس
شهرستان تروستیانتس (به لاتین: Trostianets Raion) یک شهرستان در اوکراین است که در استان سومی واقع شده‌است. شهرستان تروستیانتس ۱٬۰۶۵ کیلومتر مربع مساحت و ۳۵٬۱۱۱ نفر جمعیت دارد.